# Geschichte des Kakaos
Die Geschichte des Kakaos als Produkt aus der Frucht des Kakaobaums (Theobroma cacao) als Nutzpflanze und Grundlage für die Herstellung von Schokolade und verwandten Produkten reicht mindestens in das 4. Jahrtausend v. Chr. zurück.

## Südamerika und Mesoamerika
Spuren an Tongefäßen, die in Santa Ana im oberen Teil des Amazonasbeckens (im Südosten von Ecuador) gefunden worden sind, belegen, dass die Pflanzenart „Theobroma cacao“ dort mindestens seit etwa 3300 v. Chr. kultiviert wurde. Vermutlich stammt diese Pflanzenart von dort und wurde später über Mittelamerika bis Tenochtitlan, das heutige Mexiko-Stadt, verbreitet.
Um 1500 v. Chr. wurde Kakao von den Olmeken genutzt, die im Tiefland der mexikanischen Golfküste lebten. Um 600 n. Chr. wurde der Kakao dann von den Maya angebaut.
Die Azteken schlugen die mit kaltem Wasser vermischten, zerstoßenen Kakaobohnen mit Hilfe eines Holzquirls, heute spanisch „Molinillo“ genannt, schaumig auf. Nach Überlieferung der Maya war die Kakaopflanze göttlichen Ursprungs. Zu Ehren des Kakaogottes Ek Chuah wurde im April ein Fest mit Tieropfern und Verteilen von Geschenken gefeiert. In Mexiko sind vergleichbare Feiern belegt. Dort wurden die Samen der Kakaopflanze ausschließlich als Getränk zubereitet. Dieses Getränk war allerdings dem Adel entstammenden erwachsenen Männern vorbehalten. Kakao galt als berauschendes Lebensmittel und war damit  nach Ansicht der Azteken für Frauen, Kinder und Männer, welche nicht dem Adel zugehörten, ungeeignet. Bevorzugt wurde es von Kriegern, Priestern oder zur Opferung vorgesehenen Personen getrunken. Sowohl Hernán Cortés als auch ein Mitglied seiner Expedition, Bernal Díaz del Castillo, berichteten, dass der aztekische König Montezuma kakaohaltige Getränke in großer Menge zu sich genommen habe. Teilweise diente die Kakaobohne auch als Zahlungsmittel. Moctezuma II. verfügte über eine gewaltige Anzahl dieses Zahlungsmittels Kakao. Als Zahlungsmittel taugten sie nur, wenn sie von perfekter Gestalt waren, eine gleichmäßige Farbe aufwiesen und aus bestimmten Gegenden Mexikos stammten. Die damalige Kaufkraft von Kakaobohnen verdeutlicht folgendes Beispiel: Für einen guten Sklaven musste man etwa 100 gute Kakaobohnen bezahlen. Insgesamt wurde auf die Qualität des Kakaos sehr großer Wert gelegt. Besonders beliebt war der Kakao aus Xoconochco, dem heutigen Bundesstaat Chiapas. Aus dieser Gegend musste man den üblichen Tribut in Form von Kakao sehr guter Qualität an den Herrscher abliefern.

## Europa

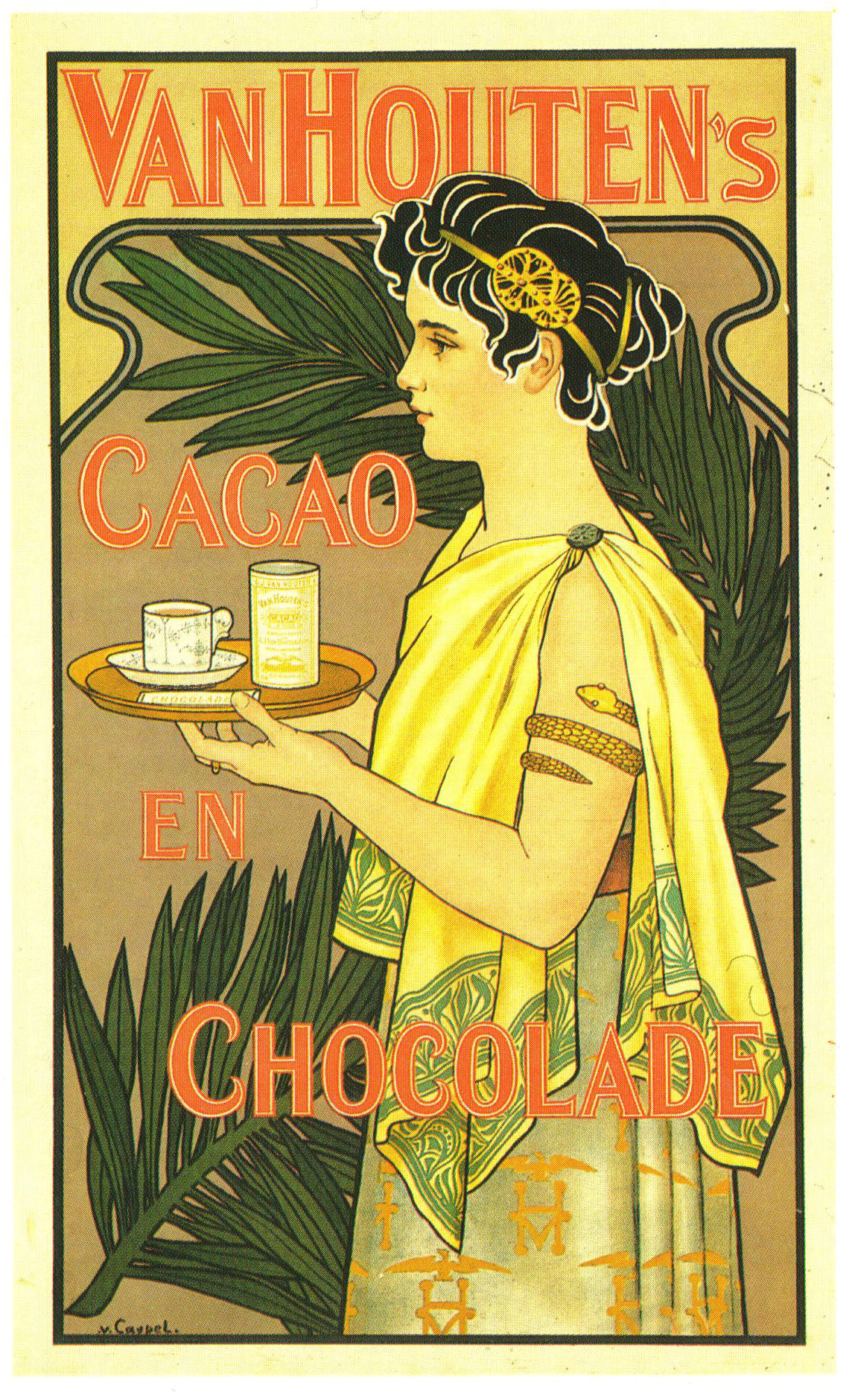
Werbung von Van Houten, 1899

Die ersten Kakaobohnen brachte Christoph Kolumbus aus Amerika mit, ohne dass man zu dieser Zeit etwas damit anfangen konnte. 1528 brachte dann Hernán Cortés den Kakao nach Europa. Die Schokolade war aber unverarbeitet ungenießbar. Erst nach der Zugabe von Honig und Rohrzucker wurde daraus ein Getränk mit wachsender Beliebtheit. 1544 wurde Schokolade erstmals als Getränk am spanischen Hof getrunken. 1657 öffnete das erste Schokoladencafé in London, 1673 schenkte der Holländer Jan Jantz van Huesden erstmals öffentlich Schokolade in Bremen aus. Erst im 18./19. Jahrhundert wurden größere Mengen von Kakaobohnen in Bremen gehandelt. Da Kakao, Honig und Rohrzucker teuer waren, konnten sich Schokolade zunächst nur Wohlhabende leisten. Drei Faktoren machten den Kakao zum Massenprodukt: erstens die Pressung des Kakaos und die anschließende Vermahlung zu Kakaopulver, zweitens der Einsatz von günstigerem Kakao aus Amazonien, dem Forastero (heute vorherrschend), sowie die ab dem Beginn des 19. Jahrhunderts entstandene Zuckerindustrie. Die Erfindung der Pressung und Zermahlung geht auf das Patent des Holländers Coenraad Johannes van Houten von 1828 zurück. Durch die Pressung spaltete er die Kakaobutter vom Kakao ab, heute ein üblicher Vorgang zur Produktion von Kakaopulver als Bestandteil von Getränken und Süßspeisen.
Die Verwendung von Kakao und der Schokolade sowohl als Lebensmittel als auch als Medizin ist für Lateinamerika und Europa belegt. Schokolade wurde als generell kräftigend, leicht verdaulich und als Aphrodisiakum empfohlen. Noch bis ins 19. Jahrhundert wurde Schokolade in Apotheken als „Kräftigungsmittel“ verkauft.
Die erste deutsche Schokoladenfabrik wurde 1765 in Steinhude unter Graf Wilhelm (Schaumburg-Lippe) gegründet. Der Inhaber, Christian Meineke, wechselte später nach Kassel, indem er zwischen 1775 und 1780 das Angebot von Landgraf Friedrich II. von Hessen-Kassel annahm, in der Residenzstadt eine Schokoladenfabrik zu errichten. Als älteste noch bestehende Schokoladenfabrik Deutschlands wird die Halloren Schokoladenfabrik in Halle (Saale) angesehen, die aus einer im Jahre 1804 von Friedrich August Miethe gegründeten Konditorei hervorging. Sein Sohn Johann Friedrich Miethe stellte ab 1828 in Potsdam mit Hilfe einer Dampfmaschine die sogenannte Dampfschokolade her. In Dresden wurde 1823 die Schokoladenfabrik Jordan & Timaeus gegründet. Hier wurde im Jahre 1839 die erste Milchschokolade hergestellt. Im Jahre 1839 gründete Franz Stollwerck (1815–1876) in Köln seine Mürbebäckerei, die er gemeinsam mit seinen fünf Söhnen zum Großunternehmen Franz Stollwerck & Söhne ausbaute. Die Gebrüder Stollwerck AG entwickelte sich später zum größten Schokoladeproduzenten Deutschlands. 1863 gründete Heinrich Fassbender in der Mohrenstraße in Berlin seine Chocolaterie, in der er feinste Pralinen und Trüffel herstellte. Er wurde bald Königlicher Hoflieferant. 1890 eröffnete Wilhelm Rausch seine erste Confiserie in Berlin. 1999 fusionierten beide Unternehmen zur Firma Fassbender & Rausch GmbH – jetzt Rausch GmbH. Ein weiterer wichtiger Schokoladenhersteller war Joseph Emile Hachez aus Bremen; er begann 1890 mit der Schokoladenproduktion.
In der Schweiz wurde die erste Schokoladenfabrik 1819 von François-Louis Cailler in Vevey gegründet. Ihm folgten unter anderem die Schweizer Firmen Philippe Suchard (1824), Lindt, Jean Tobler (1830; Toblerone) und Rudolf Sprüngli (1845). Die erste Schweizer Milchschokolade wurde 1875 von Daniel Peter und Henri Nestlé auf den Markt gebracht. 1879 entwickelte Rodolphe Lindt ein Verfahren zum Conchieren der Schokolade. Damit wurde Schokolade erstmals ohne Zusatz von Zucker, Honig oder gerösteten Haselnüssen zu einem Genussmittel. Das Conchierverfahren und die Milchschokolade trugen wesentlich zum Ruf der Schweizer Schokolade bei.
Der Verkauf der Schokolade erfolgte in der Chocolaterie. Meist handelte es sich dabei um Verkaufsstätten direkt bei der Produktionsstätte. Heutzutage finden sich Chocolaterien als Café-Chocolaterie in den Städten. Rausch bezeichnet sein Ladengeschäft – das Rausch Schokoladenhaus – am Berliner Gendarmenmarkt als „größtes Schokoladenhaus der Welt“.